# Ausseer Hardbradler
Die Ausseer Hardbradler waren eine österreichische Musikgruppe der Neuen Volksmusik.

## Bandgeschichte

### Anfänge
Ursprünglich ging die Band aus der Crew Feedback Warriors hervor, die 1991 gegründet worden war. Die Gruppe versuchte sich zu Beginn im Bereich des Crossovers mit Dialekttexten.
1993 wurde schließlich die Band in Ausseer Hardbradler umbenannt und neu gegründet. Der erste Auftritt unter dem neuen Namen war ursprünglich ein Feedback Warriors-Konzert. Damals gab man den Stilwechsel zur Neuen Volksmusik bekannt. Hintergrund für diese Genreänderung war, dass Florian Randacher, der Bandleader, ehemals Mitglied bei der Alpinen Volksmusik-Formation Junge Ausseer Bradlmusi war. Ende des Gründungsjahres wurde eine Demo mit vier Songs aufgenommen und an Plattenfirmen, Veranstalter sowie Musikkritikern und Radiosendern geschickt.
Kurze Zeit später war die limitierte CD Brunftzeit is vergriffen. Dieser Anfangserfolg sicherte der Band die Auftritte für das Jahr 1994 und man konnte außerhalb der Steiermark einen größeren Bekanntheitsgrad erreichen. Allerdings war man in der Krise, weil der Schlagzeuger der Gruppe die Band verließ.

### Steigende Bekanntheit
Frühjahr 1994 stießen der neue Schlagzeuger Alfred Drobinc mit dem Keyboarder Franz Kreimer zur Band. Die Band wollte damals einen Auftritt aufgrund eines schweren Autounfalls von Florian Randacher absagen, allerdings war damals der Besuch eines Managers geplant, so dass der Leadsänger sich entschied, für die Band trotzdem zu singen. Man einigte sich nach dem Konzert mit der Plattenfirma EMI Music Austria auf einen Vertrag. Im Sommer 1994 begannen erste Aufnahmesessions im Tonstudio des Gitarristen der Band Opus, Ewald Pfleger. Als Aufnahmeleiter fungierte Andi Fabianek. Als man die Plattenfirma überzeugen konnte, machte man sich auf die Suche nach einem Produzenten. Nebenbei spielte man erstmals Live vor einem großen Publikum beim Münchener Festival Schräg dahoam. Schließlich kam man mit Peter Müller (Produzent von Da Hofa) in Kontakt, der sich entschloss die Band zu produzieren. 1995 war das erste Album fertiggestellt.

### Durchbruch
Im selben Jahr wurde die Band erstmals auf Ö3, dem damals beliebtesten Radiosender, gespielt. Die erste Single Da  Hirsch is auf da Pirsch konnte sich trotz des häufigen Spielens im Radio nicht in der Hitparade platzieren. Trotz allem folgte ein Auftritt am Wiener Donauinselfest, der schließlich 80.000 Zuhörer anlocken konnte. Die zweite Single Aufitretln und Abiwedln schaffte es kurze Zeit später in die Ö3 Austria Top 40. Auch die dazugehörige LP Hardbradln erreichte innerhalb kurzer Zeit den Goldstatus und verkaufte sich in Österreich 25.000 Mal. Die erste Österreich-Tour konnte ebenfalls absolviert werden.
Im Herbst 1996 schloss man wieder neue Aufnahmen für das nächste Album ab. Diesmal wurde in Wien unter der Leitung von Wolfgang Czeland produziert. Die Vorabsingle Tanz’n tat i gern erschien im Frühjahr 1997. Das dazugehörige Album Bradlfett konnte sich erstmals in den österreichischen Top Ten platzieren.

### Kommerzieller Tiefgang
In den Jahren 1997 und 1998 folgten zwar Single-Veröffentlichungen, diese konnten aber frühere Erfolge nicht wiederholen. 1999 erschien das dritte Album Bradl Air. Dieses wurde von den Kritikern hoch geachtet, allerdings erreichte man dennoch nur Platz 27 in den österreichischen Charts. Im darauffolgenden Winter wurde daher ein Best-Of-Programm im Rahmen der Open-Air-Tour gespielt. Der letzte Auftritte 2000 fand im Grazer Orpheum statt. Die Zeit darauf widmeten die Bandmitglieder sich eigenen Projekten wie Soloprogrammen.

### Comeback und Auflösung
2001 wurde die Single I bin a Schifoara veröffentlicht, welche über Après-Ski-Veranstaltungen bekannt wurde. Ein dazugehöriges Album war zwar geplant, der Zeitpunkt der Veröffentlichung war unbekannt. 2002 konnte man im Verlauf der russisch-österreichischen Kulturwochen erstmals international Platten verkaufen, allerdings trennte man sich vom langjährigen Partner EMI Music. Der Song Just Another Day in da Sun am See erschien in Eigenvertrieb. Die Aufnahmen zum folgenden CUBA Longplayer wurden Ende 2002 abgeschlossen. Nach langen Verhandlungen und der Unterstützung des steirischen Kabarettisten Alf Poier nahm edel music die Band unter Vertrag.
Im Sommer 2003 wurde man nach fast 6 Jahren wieder auf Ö3 im Radio gespielt. Dies kam zu dieser Zeit überraschend, da der Sender für lange Zeit keine Lieder im Dialekt gespielt hatte. Die Single Hoamweh nach BA fand große Zustimmung im Publikum, sodass sie bis auf Platz 5 in den österreichischen Singlecharts kam. Das Album CUBA wurde darauf das kommerziell Erfolgreichste der Band, mit Verkaufszahlen an die 30.000 Einheiten wurde man in Österreich mit der Goldenen Schallplatte ausgezeichnet.
Der letzte Longplayer Volkspunk, der 2004 erschien, konnte den Erfolg des Vorgängers – trotz Unterstützung von Ö3 – nicht ganz wiederholen. Die Band löste sich 2004 auf. Der letzte offizielle Auftritt fand in Altaussee statt. 2005 erschien eine Best-Of-CD, sowie ein Live-Album des letzten Graz-Auftritts.

## Stil
Der Gruppenname besteht aus der Heimat-Gegend der Musiker, dem Ausseerland (Bad Aussee, Altaussee) und einer englisch-deutschen Neuschöpfung, die darauf hinweist, dass die Wurzeln, die „Ausseer Bradlmusi“, als Basis des Crossover dienen.
Der musikalische Stil der Band reicht vom Reggae über Rock bis zum Hip-Hop hinüber.

### Herkunft des Namens
Das Wort „Bradlmusi“ kommt von den „Bradlgeigern“, die früher beim Wirt für ein Bratl – einen Braten – zur Unterhaltung aufspielten.

## Diskografie

### Alben
- Hardbradln, 1996
- Bradlfett, 1997
- Bradl Air!, 1999
- CUBA, 2003
- Volkspunk, 2004
- The Very Best Of, 2004
- Live In Concert, 2005
- Best Of, 2005

### Singles
- Aufitretln und abiwedln, 1996
- Da Hirsch is auf da Pirsch, 1996
- Mei Voda woa a wildera, 1997
- Tanz'n tat i gern, 1997
- Kâlwâng im Winter/Soo verliabt, 1999
- Go Charlie Go, 2000
- I bin a Schifoara, 2001
- Hoamweh nach B.A., 2003
- Hümmüblau, 2003
- Weihnacht is neama weit, 2003
- Regen, 2004

## Auszeichnungen
- Amadeus-Austrian-Music-Award-Nominierung 2005 Gruppe Pop/Rock national
- Amadeus Austrian Music Award-Auszeichnung 2004 Gruppe Pop/Rock national